# René Lorain
René Lorain, född 19 mars 1900 i Reims, död 25 oktober 1984 i Ouchamps, var en fransk friidrottare.
Lorain blev olympisk silvermedaljör på 4 x 100 meter vid sommarspelen 1920 i Antwerpen.